# برگ‌پایان
برگ‌پایان(نام علمی: Coreidae) نام یک تیره از زیرراسته ناجوربالان است.